# タッチラグビー
タッチラグビー (英語: Touch Rugby) は、ラグビーで用いられるタックルの代わりに、手で相手に軽く触れる（タッチ）ルールを採用し、安全性を高めたラグビーの一形態。主に競技スポーツとしての「タッチ（Touch）」と、レクリエーションやトレーニング用の「タッチラグビー（Touch Rugby）」があり、競技ルールに違いがある。
1960年代、オーストラリアでラグビーリーグ選手のウォームアップ用として始められたとされ、簡単な競技方法から、次第に競技人口が拡大して行った。現在、オーストラリア（現地では主に「タッチ・フッティ (Touch Footy) 」と呼ばれている）、ニュージーランドを始め、アメリカ、カナダ、欧州各国等で広く競技されている。日本では1989年、口元周策により紹介された。Mixed, Mens, Womens, Over30等のディビジョンに分けられ主に試合が開催される。また、サッカー等と同様に4年に1度World Cupが開催される。2003年のWorld Cupは日本（埼玉県熊谷市）で行なわれ、Mixed openで第3位に輝いた。また全国各地でタッチラグビーの公式試合がある。「JAPANカップ」、「関西大会」、「関東大会」、「学生選手権」など多数開催されている。基本的には社会人チームと学生チームが交ざって試合をしている。
通常のラグビーチームでも、ウォームアップ等の練習の一環としてこのようなルールで行われることも多く、広く親しまれている。

## 競技方法
- 1チームの人数は6人（登録可能なのは1チーム14人）で選手の交代はいつでも何度でも可能。
- 試合開始は「タップ」による。これは地面に置かれたボールを軽く蹴り、両手で拾う。
- タックルの代わりにタッチ（片手または両手でボールキャリアの体に触れること。最小限の力で行う。強く押したり危険な行為とみなされると、反則になる）を使う。6回タッチされると攻守が交替となる。
- タッチされた後は、ボールを地面に置き、背後の『アクティングハーフ』、『ダミーハーフ』または単に『ハーフ』と呼ばれるプレイヤー（誰がなってもよい）へ足で転がすか、ボールをまたぐ「ロールボール」で試合を再開する。
- 相手側スコアライン（ゴールラインに相当）を越えて、タッチダウンゾーンにボールを持ち込むと『タッチダウン』として1点を得る。
- ハーフ（ロールボールを拾う人）が、タッチをされると、「ハーフタッチ」となり、相手に攻撃権が渡る。なおこのとき、ロールボールの状態から始めなければいけない。
- ハーフがタッチダウンすることは許されていない。
- タッチされた地点から前進して、ボールを置く（ロールする）と、「オフ・ザ・マーク」となり、相手に攻撃権が渡る。このとき、「タップ」で始めなければいけない。
- ボールを地面に落としてしまうと（ノックオンとは異なる）、「ボール・トゥ・グラウンド」となり、相手に攻撃権が渡る。ハーフタッチのときと同様、ロールボールの状態から始める。

### 詳細ルール
※ジャパンタッチ協会「試合ルール詳細」より
ロールボールによる攻守交替スタートは、以下の場合に行われる。
1. プレー中にボールを落としてしまった場合
2. ハーフがタッチダウンゾーンにボールを付けてしまった場合
3. 6回目のタッチが行われた場合
4. ボールを持っているプレーヤーがグラウンド外に出たり、サイドラインを踏んだ場合
5. タップを正確に行わなかった場合
6. ロールボールを正確に行わなかった場合

タップによる攻守交替スタートは、以下の場合に行われる。
1. フォワード・パス（前方にボールをパスする）
2. タッチ・アンド・パス（タッチ成立後に味方チームにパスする）
3. オフ・ザ・マーク（タッチが行われた位置を越えてロールボールする）
4. オフサイド（守備側チームのプレーヤーが、ロールボール時に5m以上、タップ時には10m以上後退しないで、攻撃側チームのプレーヤーに働きかける）
5. 遅滞プレー（ゲームの進行を妨げる行為をする）
6. 7人以上のプレーヤーが同時にグラウンド内に入る
7. 交代違反（オフサイド位置で交代したり、ミックスゲームで男女の人数比を間違える、など）
8. クレーム・タッチ（タッチしていないのにタッチしたと主張）
9. 力まかせにタッチする
10. 不品行・不行跡